# Sphinkterdehnung
Die maximale anale Sphinkterdehnung, auch Maximaldehnung nach Lord genannt, ist ein mittlerweile nicht mehr angewandtes Verfahren zur Behandlung von symptomatischen Hämorrhoiden (Hämorrhoidalleiden).

## Beschreibung
Die Dehnung des Schließmuskels (griechisch Sphinkter) erfolgt unter Narkose. Dabei wird der Schließmuskel mit vier Fingern beider Hände vom behandelnden Arzt maximal gedehnt.
Dieser Methode liegt die Hypothese zu Grunde, dass ein primärer Hypertonus der Muskulatur des Musculus sphincter ani internus (innerer Afterschließmuskel) die Ursache des Hämorrhoidalleidens ist. Die Maximaldehnung nach Lord kann durch eine unkontrollierte Zerreißung zu einer irreversiblen Zerstörung des Schließmuskelapparates führen. Die Inkontinenzrate des Verfahrens liegt bei bis zu 52 %. In den Leitlinien der Deutschen Gesellschaft für Koloproktologie von 2008 wird die Anwendung dieses Verfahrens deshalb abgelehnt.
Die Maximaldehnung nach Lord wurde 1968 von dem britischen Arzt Peter H. Lord entwickelt.

## Weiterführende Literatur
- R. Ruppert, B. Kirchdorfer: Chirurgische Therapie des Hämorrhoidalleidens. In: Viszeralchirurgie. Band 41, Nr. 6, 2006, S. 388–393. doi:10.1055/s-2006-955193
- B. H. Lenhard: Hämorrhoiden – Differenzialdiagnose und Therapie. In: Der Hautarzt. Band 55, Nr. 3, 2004, S. 240–247. doi:10.1007/s00105-004-0688-5
- J. U. Bock, J. Jongen: Diagnostik und Therapie des Hämorrhoidalleidens. In: Viszeralchirurgie. Band 37, Nr. 1, 2002, S. 48–53. doi:10.1055/s-2002-20331
- R. Winkler: Hämorrhoiden. Zur Wertung der verschiedenen chirurgischen Verfahren. In: Der Chirurg. Band 72, Nummer 6, Juni 2001, S. 660–666, ISSN 0009-4722. PMID 11469086. (Review).
- P. H. Lord: Digital dilatation for hemorrhoids treatment. In: International surgery. Band 74, Nummer 3, 1989 Jul.–Sep., S. 144–145, ISSN 0020-8868. PMID 2606613.